# O melodie pentru Europa 2010
La quinta edizione del melodie pentru Europa, ha selezionato il rappresentante della Moldavia all'Eurovision Song Contest 2010.
La canzone vincitrice è risultata Run Away, dei SunStroke Project & Olia Tira.

## Organizzazione
Alla selezione hanno partecipato 30 delle 83 canzoni ricevute da TRM, l'emittente radiotelevisiva moldava. I primi 25 partecipanti sono stati selezionati dalle votazioni di una giuria di esperti, mentre gli ultimi 5 sono stati selezionati dal televoto.
Le 30 canzoni partecipanti sono state suddivise in due semifinali, tenutesi il 27 e 28 febbraio 2010. Le prime 7 classificate di ogni semifinale hanno preso poi parte alla finale, che ha avuto luogo il 6 marzo dello stesso anno.

## Semifinali

### Prima semifinale
| #  | Artista                       | Canzone              |
| -- | ----------------------------- | -------------------- |
| 1  | Mihai Teodor                  | Ai-Ai-Ai             |
| 2  | Corina Cuniuc & Denis Latâşev | Forever              |
| 3  | Doinița Gherman               | Meloterapia          |
| 4  | SunStroke Project & Olia Tira | Run Away             |
| 5  | Millennium                    | Before You Go        |
| 6  | Marcel Rosca                  | If Love Is The Thing |
| 7  | Nicoleta Gavrilita            | De tristețe          |
| 8  | Dyma                          | Manipulate           |
| 9  | JJ Jazz                       | So Many Questions    |
| 10 | Todo                          | Dance 4 Life         |
| 11 | Eugen Doibani                 | Love Sweet Love      |
| 12 | Monkey Mind & Daniela         | Smile                |
| 13 | Dana Marchitan                | Day and Night        |
| 14 | Constantinova & Fusu          | The Robbery          |
| 15 | Carolina Gorun                | Addicted             |

### Seconda semifinale
| #  | Artista           | Canzone              |
| -- | ----------------- | -------------------- |
| 1  | Boris Covali      | No Name              |
| 2  | Pavel Turcu       | Imn Eurovision       |
| 3  | Gloria            | I'm Not Alone        |
| 4  | Pasha             | You Should Like      |
| 5  | Alexandru Manciu  | Rămîi lîngă mine     |
| 6  | Mariana Mihaila   | Say I'm Sorry        |
| 7  | Vitalie Toderascu | Ti-auduci aminte     |
| 8  | Gicu Cimbir       | Cine sunt eu         |
| 9  | Irina Tarasiuc    | Lucky Star           |
| 10 | Cristy Rouge      | Don't Break My Heart |
| 11 | Veronica Lupu     | Poza ta              |
| 12 | Valeria Tarasova  | See You Soon         |
| 13 | MBeyline          | Never Step Back      |
| 14 | Brand             | S.O.S.               |
| 15 | Cristina Croitor  | My Heart             |

## Finale
| #  | Artista                       | Titolo           | Punteggio | Punteggio | Punteggio | Posizione |
| #  | Artista                       | Titolo           | Giuria    | Televoto  | Totale    | Posizione |
| -- | ----------------------------- | ---------------- | --------- | --------- | --------- | --------- |
| 1  | Doinița Gherman               | Meloterapia      | 0         | 5         | 5         | 10        |
| 2  | Valeria Tarasova              | See You Soon     | 5         | 1         | 6         | 9         |
| 3  | SunStroke Project & Olia Tira | Run Away         | 12        | 12        | 24        | 1         |
| 4  | Pasha                         | You Should Like  | 10        | 7         | 17        | 3         |
| 5  | Dyma                          | Manipulate       | 2         | 4         | 6         | 7         |
| 6  | Pavel Turcu                   | Imn Eurovision   | 0         | 6         | 6         | 6         |
| 7  | Eugen Doibani                 | Love Sweet Love  | 1         | 3         | 4         | 11        |
| 8  | Boris Covali                  | No Name          | 9         | 0         | 9         | 5         |
| 9  | Carolina Gorun                | Addicted         | 0         | 0         | 0         | 13        |
| 10 | Gicu Cimbir                   | Cine sunt eu     | 3         | 0         | 3         | 12        |
| 11 | Millennium                    | Before You Go    | 7         | 10        | 17        | 2         |
| 12 | Cristina Croitoru             | My Heart         | 6         | 9         | 15        | 4         |
| 13 | Monkey Mind and Daniela       | Smile            | 0         | 0         | 0         | 13        |
| 14 | Alexandru Manciu              | Rămîi lîngă mine | 4         | 2         | 6         | 8         |

## All'Eurovision Song Contest
La Moldavia ha gareggiato nella prima semifinale, qualificandosi per la finale e ottenendo un 22º posto. 